# مکس ووسنام
مکس ووسنام (به انگلیسی: Max Woosnam) زادهٔ ۶ سپتامبر ۱۸۹۲ بازیکن فوتبال اهل انگلستان بود که سابقهٔ بازی در تیم ملی فوتبال انگلستان را در کارنامهٔ خود دارد. وی در تاریخ ۱۳ مارس ۱۹۲۲ تنها بازی ملی خود را در مقابل تیم ملی فوتبال ولز انجام داد.